# 티탄 (영화)
"티탄"(프랑스어: Titane)은 2021년 개봉한 프랑스, 벨기에의 공포, 스릴러 영화다. 쥘리아 뒤쿠르노가 감독과 각본을 맡았다. 2021년 칸 영화제 황금종려상 수상작이다.

## 줄거리
알렉시아라는 어린 소녀가 운전 중 아버지를 짜증 나게 한다. 안전벨트를 풀려고 하자 아버지가 돌아서서 그녀를 꾸짖었고, 그로 인해 교통사고가 발생한다. 알렉시아는 두개골에 부상을 입고 머리에 티타늄 금속판을 삽입당한다. 병원에서 나온 후, 그녀는 부모님을 멀리하고 차에 열정적으로 매달린다.
수년 후, 머리 옆면에 큰 흉터가 있는 성인이 된 알렉시아는 모터쇼에서 쇼걸로 일한다. 어느 날 밤, 모터쇼가 끝난 후, 한 남자 팬이 쇼룸 주차장에서 알렉시아를 쫓아와 사랑을 고백하고 강제로 키스한다. 알렉시아는 커다란 금속 머리핀으로 그를 잔혹하게 살해한다. 샤워를 하러 쇼룸으로 돌아온 알렉시아는 이전에 모델로 사용했던 튜닝된 캐딜락이 스스로 시동이 걸린 것을 발견한다. 그녀는 알몸으로 캐딜락에 올라타 캐딜락과 성관계를 가지며 절정에 이르다.
알렉시아는 지난 몇 달 동안 세 명의 남자와 한 명의 여자를 살해한 연쇄 살인범임이 밝혀졌다. 그녀는 여전히 부모와 함께 살고 있는데, 부모는 그녀가 그 범죄에 연루되었다는 사실을 알지 못하는 듯하며, 부모와는 사이가 먼다.
알렉시아는 홈파티에 참석하여 동료 저스틴과 성관계를 갖는다. 그러나 그녀의 질에서 엔진오일이 분비되기 시작한다. 임신 테스트를 해보니 양성 반응이 나오고, 머리핀을 사용하여 그 자리에서 낙태를 시도하지만 실패한다. 욕실에서 나와 저스틴과 다른 두 남자를 살해하지만, 한 여자는 탈출에 성공한다. 집으로 돌아온 알렉시아는 피 묻은 담요를 태우려다가 집에 불이 난다. 그녀는 부모님을 침실에 가두고 나간다.
살인 혐의로 수배 중인 알렉시아는 10년 전 일곱 살 때 실종된 어린 소년 아드리앙 르그랑으로 변장하기 위해 머리를 자르고, 가슴과 임신한 배를 테이프로 감고, 자신의 코를 부러뜨린다. 그녀는 자신이 에이드리언이라고 주장하며 경찰에 간다. 하지만 그의 아버지이자 소방서장인 빈센트는 알렉시아를 실종된 아들로 받아들이고 DNA 검사를 거부한다.
빈센트는 알렉시아를 자신이 살고 일하는 소방서로 데려가 동료들에게 소개한다. 소방관들은 말을 못하고 중성적인 외모에 트라우마를 겪은 듯한 "에이드리언"의 모습에 당황하지만, 서장의 행동에는 의문을 제기하지 않는다. 알렉시아는 빈센트의 감독 하에 소방서의 견습생이 된다. 빈센트가 다른 경험 많은 소방관들보다 자신의 "아들"에게 더 많은 책임을 맡기자, 한 소방관이 빈센트에게 "에이드리언"의 정체에 대해 따져 묻는다. 그러나 빈센트는 즉시 그를 말리며 아들에 대해서는 절대 말하지 말라고 한다.
빈센트는 늙어가는 몸에 스테로이드를 주사하여 힘을 유지하려 하지만, 스테로이드에 대한 면역력이 생기는 것 같다. 알렉시아는 그의 소유욕에 점점 더 불안해하며 소방서에서 탈출을 고려한다. 하지만 빈센트가 스테로이드를 대량 투여한 후 부정맥을 앓게 되자, 알렉시아는 그와 함께하기로 결심한다.
빈센트의 오랜 별거 끝에 아내가 "아들"을 보러 왔다가, 몸에 테이프가 붙지 않은 채 임신한 알렉시아를 발견한다. 그럼에도 불구하고 그녀는 전남편의 망상에 휘말리고 싶지 않아 비밀을 숨기고 알렉시아에게 그를 돌봐달라고 간청한다. 결국 빈센트는 자신의 망상을 인정하고 알렉시아에게 "네가 누구든, 너는 내 아들이다"라고 말한다. 실수로 알렉시아의 가슴을 드러낸 그는 충격을 받았지만, 계속해서 그녀를 돌본다.
소방서에서 열린 파티에서 소방관들은 "에이드리언"에게 음악에 맞춰 춤을 추라고 재촉한다. 알렉시아는 쇼걸 안무를 선보이며 모두를 혼란에 빠뜨린다. 실망한 빈센트는 군중 속에서 걸어 나간다. 파티가 끝난 후, 알렉시아는 소방차와 성관계를 갖는다.
알렉시아의 몸은 점차 무너져 내리고, 배의 피부가 찢어지면서 새로운 금속판이 드러난다. 임신 기간이 다가오자 알렉시아는 빈센트에게 자신의 본명을 밝히고 잠시 그를 유혹하려다 도움을 간청한다. 빈센트는 알렉시아의 출산을 도우며, 마지막 힘을 가하는 순간 두개골의 티타늄 면이 갈라져 알렉시아를 죽이다. 갓 태어난 아기의 몸은 티타늄 조각들로 뒤덮인 채 나타난다. 빈센트는 아기에게 "내가 여기 있어."라고 반복해서 말한다.

## 출연진
- 아가트 루셀 - 알렉시아 역
- 뱅상 랭동 - 뱅상 역
- 가랑스 마릴리에
- 라이스 살라메
- 도미니크 프로
- 미리엠 아케디우
- 라임실비올리 메디